# Adorabile și mincinoase

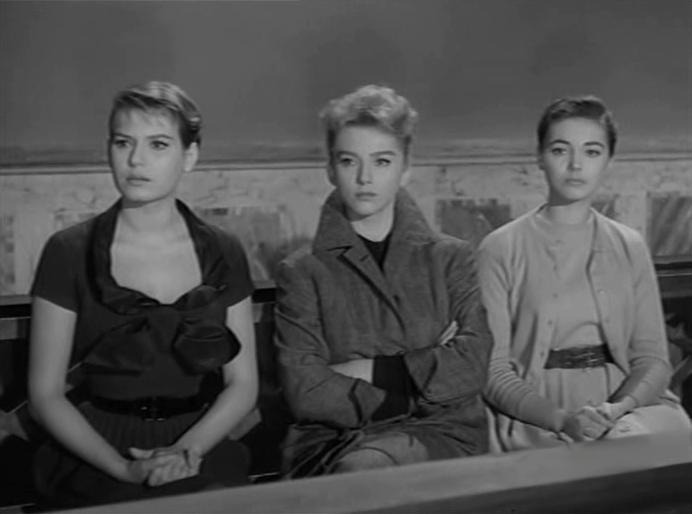
Isabelle Corey, Eloisa Cianni și Ingeborg Schöner într-o scenă din film

Adorabile și mincinoase  (titlul original: în italiană Adorabili e bugiarde, subtitlu în generic: Ragazze Brivido / Fete fioroase) este un film de comedie italian, realizat în 1958 de regizorul Nunzio Malasomma, 
după un subiect de Nunzio Malasomma, protagoniști fiind actorii Isabelle Corey, Franco Fabrizi, Roberto Risso și Ingeborg Schöner. 

## Conținut
Anna, Marisa și  Paola sunt trei fete frumoase (pictoriță, model și jurnalistă) nemulțumite de profesiile lor și care caută să fie remarcate. Pentru a obține acest lucru, ele decid să însceneze o răpire pentru a atrage atenția presei. Când va fi descoperită înșelăciunea, totuși cele trei femei vor obține în final unele avantaje.

## Distribuție
- Isabelle Corey – Anna Pelti (pictoriță)
- Franco Fabrizi – Geronti
- Roberto Risso – Gino Gorni
- Ingeborg Schöner – Paola Brini (jurnalistă)
- Eloisa Cianni – Marisa Dalli (model)
- Rik Battaglia – Giorgio Pitagora
- Franco Silva – comisarul
- Paolo Ferrari – Carlo, „vărul” lui Tonino
- Nino Manfredi – Tonino Delli Colli
- Alberto De Amicis – Aldo
- Nando Bruno – portarul
- Anita Durante – portărița
- Carlo Tamberlani – redactorul șef Rossi
- Enrico Glori – șeful
- Marco Guglielmi – Nando
- Carlo Delle Piane – Nasone
- Giacomo Furia – primul Fiorenzi
- Mario Passante – al doilea Fiorenzi
- Furio Meniconi – Gigetto
- Evi Maltagliati – madame Suzanne
- Loris Gizzi – grefierul instanței
- Lauro Gazzolo – președintele tribunalului
- Edoardo Toniolo – judecătorul de instrucție
- Piero Palermini – papagalul pe bulevardul Libia
- Leopoldo Valentini – martorul
- Manlio Busoni – ministul public
- Franco Giacobini – designerul de costume Giancarlo
- Yvette Masson – proprietara automobilului de vânzare
- Mimmo Poli – gardianul pe bicicletă
- Nino Milano – brigadierul de siguranță publică

## Melodii din film
- Rockin' Calypso, muzica de Lelio Luttazzi, textul: Antonio Amurri (ca A. Amurri), interpretată de Lelio Luttazzi (editată de Edizioni Liberty)